# SAS Sverige
Scandinavian Airlines Sverige ansvarade för SAS trafik från Stockholm till andra europeiska destinationer, liksom för svensk inrikestrafik. 50 procent[källa behövs] av trafiken till Köpenhamn utförs av SAS Sverige AB och resterande av SAS Danmark. Bolaget har ca 2000 anställda.
Företaget kom att slås ihop med SAS Danmark, SAS Norge och SAS International. Detta meddelades vid presentationen av den fjärde kvartalsrapporten 2008 (3 januari 2009). Detta skedde den sista september 2009.

## Destinationer
Inrikes från Arlanda:

- Göteborg
- Kalmar
- Kiruna
- Luleå
- Malmö
- Ronneby
- Skellefteå
- Stockholm
- Sundsvall
- Umeå
- Åre / Östersund
- Ängelholm / Helsingborg

Utrikes från Arlanda:

- Amsterdam
- Aten
- Barcelona - (Även från Göteborg)
- Bergen
- Berlin
- Bryssel
- Dublin
- Düsseldorf
- Edinburgh - (start 9 apr 2009)
- Frankfurt - (Även från Göteborg)
- Genève
- Hamburg
- Helsingfors
- Istanbul
- Kittilä
- Köpenhamn - (Även från Göteborg)
- London City - (Flögs av Transwede)
- London Heathrow (Även från Göteborg)
- Malaga - (Även från Göteborg)
- Malta - (start 2 apr 2009)
- Manchester
- Milano
- Moskva
- München
- Nice
- Oslo
- Palma - (start 11 apr 2009)
- Paris
- Prag - (start 19 mars 2009)
- Rom - (start 19 mars 2009)
- Split - (start 30 maj 2009)
- Stavanger
- St Petersburg
- Trondheim
- Zagreb
- Zürich

## Flotta
Flottan vid integrationen till Scandinavian Airlines
| Flygplan                | Antal | Passagerare | Övrigt |
| ----------------------- | ----- | ----------- | ------ |
| Boeing 737-600          | 16    | 120-123     |        |
| Boeing 737-800          | 11    | 186         |        |
| McDonnell Douglas MD-80 | 0     | 150         |        |

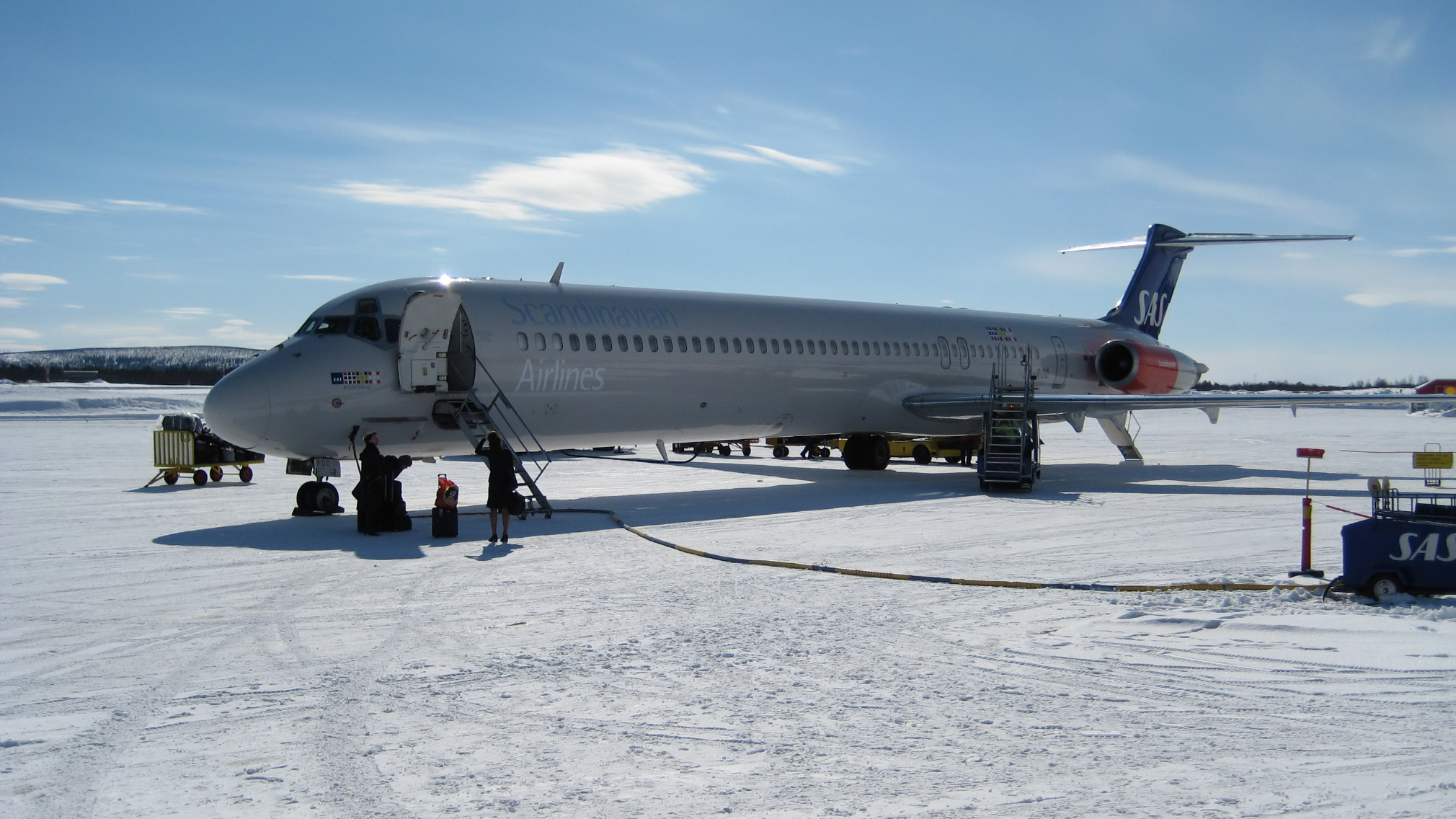
En SAS Sverige MD-80 på Kiruna flygplats.

Se även Scandinavian Airlines flotta för alla registreringar och namn på alla flygplanen i flottan.